# Petite Rivière (ort)
Petite Rivière är en ort i Mauritius.   Den ligger i distriktet Black River, i den västra delen av landet, 7 km sydväst om huvudstaden Port Louis. Petite Rivière ligger 86 meter över havet och antalet invånare är 5 331. Den ligger på ön Mauritius.
Terrängen runt Petite Rivière är platt åt nordväst, men åt sydost är den kuperad. Havet är nära Petite Rivière åt nordväst. Runt Petite Rivière är det mycket tätbefolkat, med 1 819 invånare per kvadratkilometer. Närmaste större samhälle är Beau Bassin, 3,0 km söder om Petite Rivière. Omgivningarna runt Petite Rivière är en mosaik av jordbruksmark och naturlig växtlighet.